# Jagoda (obwód Stara Zagora)
Jagoda – wieś w centralnej Bułgarii. Znajduje się w Obwodzie Stara Zagora, w gminie Mygliż. Populacja liczy 2 845 mieszkańców. Pochodzący stąd zespół piłkarski gra w bułgarskiej południowej grupie B.
Dominują tu gleby aluwialne. Znajdują się tu źródło wód leczniczych o wysokiej temperaturze. 
Do 1950 miejscowość nazywała się Górne Paniczerewo.